# Delfinado
El Delfinado (en francés: Dauphiné, en occitano: Daufinat, Dôfenâ en arpitano) es una antigua provincia del sureste de Francia con capital en Grenoble, que corresponde desde 1790 con los departamentos de Isère, Drôme y Hautes-Alpes.
Limita con Saboya por el norte, con Vaucluse y Provenza por el sur y con Piamonte (Italia) por el este. Es eminentemente montañoso, ya que se extiende en su mayor parte por los Alpes franceses. El curso del río Ródano (que nace en el glaciar del Ródano, Valais, Suiza) marca su límite occidental. Su capital era Grenoble. Otras poblaciones importantes son Briançon, Gap, Valence o Montélimar. Se dividía entre el Alto Delfinado hacia el sureste, de carácter montañoso alpino, y el Bajo Delfinado o Delfinado del Mediodía, al norte y al oeste, que correspondía con el valle del Ródano y los Prealpes, de influencia mediterránea. En 1713, por el tratado de Utrecht, Francia cedió al reino de Cerdeña parte del Delfinado (Bardonecchia, Casteldelfino, Cesana Torinese, Fenestrelle, Oulx y Pragelato) a cambio del valle del Ubaye (Barcelonnette y Jausiers).
Geográficamente, es atravesado por amplias cuencas o subcuencas hidrográficas de varios afluentes del Ródano, cuya cuenca, la principal, lo bordea al oeste. Viniendo de Saboya, el Isère ya es un potente río cuando cruza Grenoble, donde recibe las aguas del Drac. Al sur del macizo de Vercors se encuentra el río Drôme, que también desemboca en el Ródano.
Tradicionalmente, los dos tercios meridionales de la provincia pertenecen al ámbito lingüístico occitano y provenzal. En el Alto Delfinado se habla tradicionalmente el franco-provenzal, pero esta lengua se encuentra en un proceso de sustitución lingüística muy avanzado.
Del nombre de la provincia procedía el título que se concedía al heredero de la Corona francesa, Dauphin de Viennois, o simplemente Dauphin, el equivalente al Príncipe de Asturias en España. Este título fue abolido por la Constitución de 1791, se restauró durante el reinado de Luis XVIII y se volvió a abolir con Luis Felipe I.